# Anhalts regenter
Anhalts regenter er en oversigt over de regenter, som har regeret over Hertugdømmet Anhalt i den centrale del af Tyskland.

## Anhalt

### Fyrster af Anhalt fraHuset Askanien
| Navn           | Billede | Tiltrådte        | Fratrådte         | Ægtefælle                                                               | Relation til forgænger           |
| -------------- | ------- | ---------------- | ----------------- | ----------------------------------------------------------------------- | -------------------------------- |
| Joachim Ernst  |         | 1570             | 6. december 1586  | Agnes af Barby Eleonore af Württemberg                                  | søn af Johan 5. af Anhalt-Zerbst |
| Johan Georg 1. |         | 6. december 1586 | 1603              | Dorothea af Mansfeld-Arnstein Dorothea af Pfalz-Simmern                 | søn af Joachim Ernst             |
| Christian 1.   |         | 6. december 1586 | 1603              | Anna af Bentheim-Steinfurt-Tecklenburg-Limburg                          | søn af Joachim Ernst             |
| Bernhard (8.)  |         | 6. december 1586 | 24. november 1596 |                                                                         | søn af Joachim Ernst             |
| August 1.      |         | 6. december 1586 | 1603              | Sibylle af Solms-Laubach                                                | søn af Joachim Ernst             |
| Rudolf         |         | 6. december 1586 | 1603              | Dorothea Hedvig af Braunschweig-Wolfenbüttel Magdalene af Oldenburg     | søn af Joachim Ernst             |
| Johan Ernst    |         | 6. december 1586 | 22. december 1601 |                                                                         | søn af Joachim Ernst             |
| Ludvig 1.      |         | 6. december 1586 | 1603              | Amöena Amalie af Bentheim-Steinfurt-Tecklenburg-Limburg Sophie af Lippe | søn af Joachim Ernst             |

Efter Fyrst Joachim Ernsts død, delte hans overlevende sønner fyrstendømmet mellem sig i 1603, hvorved der opstod linjerne Anhalt-Dessau, Anhalt-Bernburg, Anhalt-Plötzkau, Anhalt-Zerbst og Anhalt-Köthen (se nedenfor).

## Anhalt-Dessau

### Fyrster afAnhalt-DessaufraHuset Askanien
| Navn             | Billede | Tiltrådte          | Fratrådte          | Ægtefælle                                                  | Relation til forgænger  |
| ---------------- | ------- | ------------------ | ------------------ | ---------------------------------------------------------- | ----------------------- |
| Johan Georg 1.   |         | 1603               | 24. maj 1618       | Dorothea af Mansfeld-Arnstein Dorothea af Pfalz-Simmern    | søn af Joachim Ernst    |
| Johan Kasimir 1. |         | 24. maj 1618       | 15. september 1660 | Agnes af Hessen-Kassel Sophie Margarete af Anhalt-Bernburg | søn af Johan Georg 1.   |
| Johan Georg 2.   |         | 15. september 1660 | 7. august 1693     | Henriette Katharina af Oranien-Nassau                      | søn af Johan Kasimir 1. |
| Leopold 1.       |         | 7. august 1693     | 7. april 1747      | Anna Louise Föhse                                          | søn af Johan Georg 2.   |
| Leopold 2.       |         | 7. april 1747      | 16. december 1751  | Gisela Agnes af Anhalt-Köthen                              | søn af Leopold 1.       |
| Leopold 3.       |         | 16. december 1751  | 1807               | Luise af Brandenburg-Schwedt                               | søn af Leopold 2.       |

### Hertuger afAnhalt-DessaufraHuset Askanien
| Navn       | Billede | Tiltrådte      | Fratrådte       | Ægtefælle                    | Relation til forgænger                  |
| ---------- | ------- | -------------- | --------------- | ---------------------------- | --------------------------------------- |
| Leopold 3. |         | 1807           | 9. august 1817  | Luise af Brandenburg-Schwedt | søn af Leopold 2. af Anhalt-Dessau      |
| Leopold 4. |         | 9. august 1817 | 30. august 1863 | Frederikke af Preussen       | sønnesøn af Leopold 3. af Anhalt-Dessau |

I 1863 blev Leopold 4. af Anhalt-Dessau til hertug af Anhalt (se nedenfor).

## Anhalt-Bernburg

### Fyrster af Anhalt-Bernburg fraHuset Askanien
| Navn                       | Billede | Tiltrådte          | Fratrådte          | Ægtefælle                                                                             | Relation til forgænger    |
| -------------------------- | ------- | ------------------ | ------------------ | ------------------------------------------------------------------------------------- | ------------------------- |
| Christian 1.               |         | 1603               | 17. april 1630     | Anna af Bentheim-Steinfurt-Tecklenburg-Limburg                                        | søn af Joachim Ernst      |
| Christian 2.               |         | 17. april 1630     | 22. september 1656 | Eleonora Sophie af Slesvig-Holsten-Sønderborg                                         | søn af Christian 1.       |
| Viktor 1. Amadeus          |         | 22. september 1656 | 14. februar 1718   | Elisabeth af Pfalz-Zweibrücken                                                        | søn af Christian 2.       |
| Karl Frederik              |         | 14. februar 1718   | 22. april 1721     | Sophie Albertine af Solms-Sonnenwalde                                                 | søn af Viktor 1. Amadeus  |
| Viktor 2. Frederik         |         | 22. april 1721     | 18. maj 1765       | Louise af Anhalt-Dessau Albertine af Brandenburg-Schwedt Konstanze Friederike Schmidt | søn af Karl Frederik      |
| Frederik Albrecht          |         | 18. maj 1765       | 9. april 1796      | Louise Albertine af Slesvig-Holsten-Sønderborg-Plön                                   | søn af Viktor 2. Frederik |
| Alexius Frederik Christian |         | 9. april 1796      | 1807               | Marie Frederikke af Hessen-Kassel                                                     | søn af Frederik Albrecht  |

### Hertuger af Anhalt-Bernburg fraHuset Askanien
| Navn                       | Billede | Tiltrådte      | Fratrådte       | Ægtefælle                                                                          | Relation til forgænger            |
| -------------------------- | ------- | -------------- | --------------- | ---------------------------------------------------------------------------------- | --------------------------------- |
| Alexius Frederik Christian |         | 1807           | 24. marts 1834  | Marie Frederikke af Hessen-Kassel Dorothea von Sonnenberg Ernestine von Sonnenberg | søn af Frederik Albrecht          |
| Alexander Carl             |         | 24. marts 1834 | 19. august 1863 | Frederikke af Slesvig-Holsten-Sønderborg-Glücksborg                                | søn af Alexius Frederik Christian |

## Anhalt-Plötzkau

### Fyrster af Anhalt-Plötzkau fraHuset Askanien
| Navn           | Billede | Tiltrådte       | Fratrådte       | Ægtefælle                               | Relation til forgænger              |
| -------------- | ------- | --------------- | --------------- | --------------------------------------- | ----------------------------------- |
| August 1.      |         | 1611            | 22. august 1653 | Sibylle af Solms-Laubach                | søn af Joachim Ernst                |
| Ernst Gottlieb |         | 22. august 1653 | 7. marts 1654   |                                         | søn af August 1. af Anhalt-Plötzkau |
| Lebrecht       |         | 22. august 1653 | 1665            | Sophie Eleonore af Stolberg-Wernigerode | søn af August 1. af Anhalt-Plötzkau |
| Emmanuel       |         | 22. august 1653 | 1665            | Anna Eleonore af Stolberg-Wernigerode   | søn af August 1. af Anhalt-Plötzkau |

Ved Fyrst Vilhelm Ludvig af Anhalt-Köthens død i 1665, overtog fyrsterne Lebrecht og Emmanuel dennes fyrstendømme og blev fyrster af Anhalt-Köthen (se nedenfor), mens Anhalt-Plötzkau blev en del af Anhalt-Bernburg.

## Anhalt-Zerbst

### Fyrster af Anhalt-Zerbst fraHuset Askanien
| Navn             | Billede | Tiltrådte        | Fratrådte        | Ægtefælle                                                                         | Relation til forgænger         |
| ---------------- | ------- | ---------------- | ---------------- | --------------------------------------------------------------------------------- | ------------------------------ |
| Rudolf 1.        |         | 1603             | 20. august 1621  | Dorothea Hedvig af Braunschweig-Wolfenbüttel Magdalene af Oldenburg               | søn af Joachim Ernst af Anhalt |
| Johan 6.         |         | 20. august 1621  | 4. juli 1667     | Sophie Auguste af Slesvig-Holsten-Gottorp                                         | søn af Rudolf 1.               |
| Karl Vilhelm     |         | 4. juli 1667     | 3. november 1718 | Sophie af Sachsen-Weissenfels                                                     | søn af Johan 6.                |
| Johan August     |         | 3. november 1718 | 7. november 1742 | Frederikke af Sachsen-Gotha-Altenburg Hedvig Frederikke af Württemberg-Weiltingen | søn af Karl Vilhelm            |
| Johan Ludvig 2.  |         | 7. november 1742 | 5. november 1746 |                                                                                   | sønnesøn af Johan 6.           |
| Christian August |         | 7. november 1742 | 16. marts 1747   | Johanna Elisabeth af Slesvig-Holsten-Gottorp                                      | sønnesøn af Johan 6.           |
| Frederik August  |         | 16. marts 1747   | 3. marts 1793    | Caroline af Hessen-Kassel Frederikke Auguste Sophie af Anhalt-Bernburg            | søn af Christian August        |

## Anhalt-Köthen

### Fyrster af Anhalt-Köthen fraHuset Askanien
| Navn                      | Billede | Tiltrådte         | Fratrådte         | Ægtefælle                                                                                      | Relation til forgænger              |
| ------------------------- | ------- | ----------------- | ----------------- | ---------------------------------------------------------------------------------------------- | ----------------------------------- |
| Ludvig 1.                 |         | 1603              | 7. januar 1650    | Amöena Amalie af Bentheim-Steinfurt-Tecklenburg-Limburg Sophie af Lippe                        | søn af Joachim Ernst af Anhalt      |
| Vilhelm Ludvig            |         | 7. januar 1650    | 13. april 1665    | Elisabeth Charlotte af Anhalt-Harzgerode                                                       | søn af Ludvig 1. af Anhalt-Köthen   |
| Lebrecht                  |         | 13. april 1665    | 7. november 1669  | Sophie Ursula Eleonore af Stolberg-Wernigerode                                                 | sønnesøn af Joachim Ernst af Anhalt |
| Emanuel                   |         | 13. april 1665    | 8. november 1670  | Anna Eleonore af Stolberg-Wernigerode                                                          | sønnesøn af Joachim Ernst af Anhalt |
| Emanuel Lebrecht          |         | 8. november 1670  | 30. maj 1704      | Gisela Agnes von Rath                                                                          | søn af Emanuel                      |
| Leopold                   |         | 30. maj 1704      | 19. november 1728 | Frederikke Henriette af Anhalt-Bernburg Charlotte Frederikke af Nassau-Siegen                  | søn af Emanuel Lebrecht             |
| August Ludvig             |         | 19. november 1728 | 6. august 1755    | Agnes Wilhelmine von Wuthenau Christine Johanne Emilie af Promnitz Anne Frederikke af Promnitz | søn af Emanuel Lebrecht             |
| Karl Georg Lebrecht       |         | 6. august 1755    | 17. oktober 1789  | Louise Charlotte af Slesvig-Holsten-Sønderborg-Glücksborg                                      | søn af August Ludvig                |
| August Christian Frederik |         | 17. oktober 1789  | 1806              | Frederikke af Nassau-Usingen                                                                   | søn af Karl Georg Lebrecht          |

### Hertuger af Anhalt-Köthen fraHuset Askanien
| Navn                      | Billede | Tiltrådte         | Fratrådte         | Ægtefælle                                                       | Relation til forgænger          |
| ------------------------- | ------- | ----------------- | ----------------- | --------------------------------------------------------------- | ------------------------------- |
| August Christian Frederik |         | 1806              | 5. maj 1812       |                                                                 | søn af Karl Georg Lebrecht      |
| Ludvig 2.                 |         | 5. maj 1812       | 18. december 1818 |                                                                 | sønnesøn af Karl Georg Lebrecht |
| Frederik Ferdinand        |         | 18. december 1818 | 23. august 1830   | Louise af Slesvig-Holsten-Sønderborg-Beck Julie von Brandenburg | sønnesøn af August Ludvig       |
| Henrik                    |         | 23. august 1830   | 23. november 1847 | Auguste Reuß af Köstritz                                        | sønnesøn af August Ludvig       |

## Anhalt

### Hertuger af Anhalt fraHuset Askanien
| Navn             | Billede | Tiltrådte          | Fratrådte          | Ægtefælle                             | Relation til forgænger                  |
| ---------------- | ------- | ------------------ | ------------------ | ------------------------------------- | --------------------------------------- |
| Leopold 4.       |         | 30. august 1863    | 22. maj 1871       | Frederikke af Preussen                | sønnesøn af Leopold 3. af Anhalt-Dessau |
| Frederik 1.      |         | 22. maj 1871       | 24. januar 1904    | Antoinette af Sachsen-Altenburg       | søn af Leopold 4.                       |
| Frederik 2.      |         | 24. januar 1904    | 21. april 1918     | Marie af Baden                        | søn af Frederik 1.                      |
| Eduard 1.        |         | 21. april 1918     | 13. september 1918 | Louise Charlotte af Sachsen-Altenburg | bror til Frederik 2.                    |
| Joachim Ernst 1. |         | 13. september 1918 | 12. november 1918  |                                       | søn af Eduard 1.                        |

## (Overhoveder for Huset Askanien siden 1918)
| Navn          | Billede | Tiltrådte         | Fratrådte        | Ægtefælle                           | Relation til forgænger |
| ------------- | ------- | ----------------- | ---------------- | ----------------------------------- | ---------------------- |
| Joachim Ernst |         | 12. november 1918 | 18. februar 1947 | Elisabeth Strickrodt Editha Marwitz | søn af Eduard 1        |
| Friedrich     |         | 18. februar 1947  | 9. oktober 1963  |                                     | søn af Joachim Ernst   |
| Eduard        |         | 9. oktober 1963   |                  | Corinne Krönlein                    | bror til Friedrich     |